# 馬拉費爾特區
馬拉費爾特區 （Magherafelt District Council；愛爾蘭語：Comhairle Ceantair Mhacaire Fíolta）是北愛爾蘭的一個區，位於北愛中部，南臨內湖，東臨班恩河。面積573平方公里，2006年人口 42,400人。區行政中心為馬拉費爾特。